# Les Friction
Les Friction — американський альтернативний рок-гурт з Лос-Анджелес, Каліфорнія, композиції якого містять елементи хору та оркестру, створений 2011 року.
У 2012 році було випущено перший альбом під назвою Les Friction.
Колектив створено після розпуску гурту E.S. Posthumus (по смерті Франца), який складався з братів Гельмута і Франца Вонлічтен.

## Склад гурту
- Helmut Vonlichten
- Nihl Finch
- Paint

## Альбоми
- Les Friction